# Ahmići
Ahmići – wieś w Bośni i Hercegowinie, w Federacji Bośni i Hercegowiny, w kantonie środkowobośniackim, w gminie Vitez. W 2013 roku liczyła 506 mieszkańców, z czego większość stanowili Boszniacy.
W kwietniu 1993 doszło tu do masakry muzułmańskiej ludności cywilnej dokonanej przez siły bośniackich Chorwatów, w której zginęło ok. 120 osób.